# Chaerephon bemmeleni
Chaerephon bemmeleni es una especie de murciélago de la familia Molossidae.

## Distribución geográfica
Se encuentra en Liberia Sierra Leona Guinea Costa de Marfil, Camerún Gabón República Democrática del Congo,  Sudán, Uganda Ruanda, Kenia y Tanzania.